# Pivitsheide V. L.
Pivitsheide V. L. este o localitate care este situată la 8 km de orașul Detmold, de care aparține, Nordrhein-Westfalen, Germania. Localitatea este amplasată la marginea regiunii  Teutoburger Wald. In localitate și la cariera de piatră, au avut loc bătălii crâncene în timpul celui de al doilea război mondial, ca mărturie a acestor lupte este un cimitir mic părăsit al soldaților americani și germani căzuți aici.